# Cornel Constantin
Cornel Constantin (Ónfalva, 1975. november 20. –) román labdarúgó. A magyar élvonalban 1999. március 10-én mutatkozott be, a Debreceni VSC csapatában. Ez a szezon volt az egyetlen, amit a magyar első osztályban töltött, de itt is csak 3 mérkőzésen lépett pályára, igaz az első mérkőzése valószínűleg felejthetetlen emlék maradt, a Ferencvárosi TC 6–1-es legyőzése miatt. Debreceni bemutatkozása előtt a román FC Onești csapatában játszott egész pályafutása alatt.